# Ana Vilma de Escobar
Ana Vilma Albanez de Escobar (San Salvador, 2 de marzo de 1954) es una economista y política salvadoreña, miembro del partido Alianza Republicana Nacionalista (ARENA). De 2004 a 2009 fue vicepresidenta de la República, siendo la primera mujer en desempeñar este cargo en la historia del país. De Escobar participó en la contienda para nominar el candidato presidencial de ARENA en 2009, pero decidió retirarse del proceso de precandidatura, por lo que el partido de derecha designó como candidato al exjefe de la Policía Nacional Civil, Rodrigo Ávila.

## Educación y experiencia
Realizó sus estudios básicos y medios en la Escuela Americana de El Salvador, y sus estudios universitarios de economía en la Universidad Centroamericana "José Simeón Cañas". Fue directora del Instituto Salvadoreño del Seguro Social (1999-2001) y dirigente del sector femenino de ARENA. Resultó elegida Vicepresidente de la República en los comicios del 21 de marzo de 2004, para un período de cinco años como compañera de fórmula de Elías Antonio Saca.

## Vicepresidencia (2004-2009)

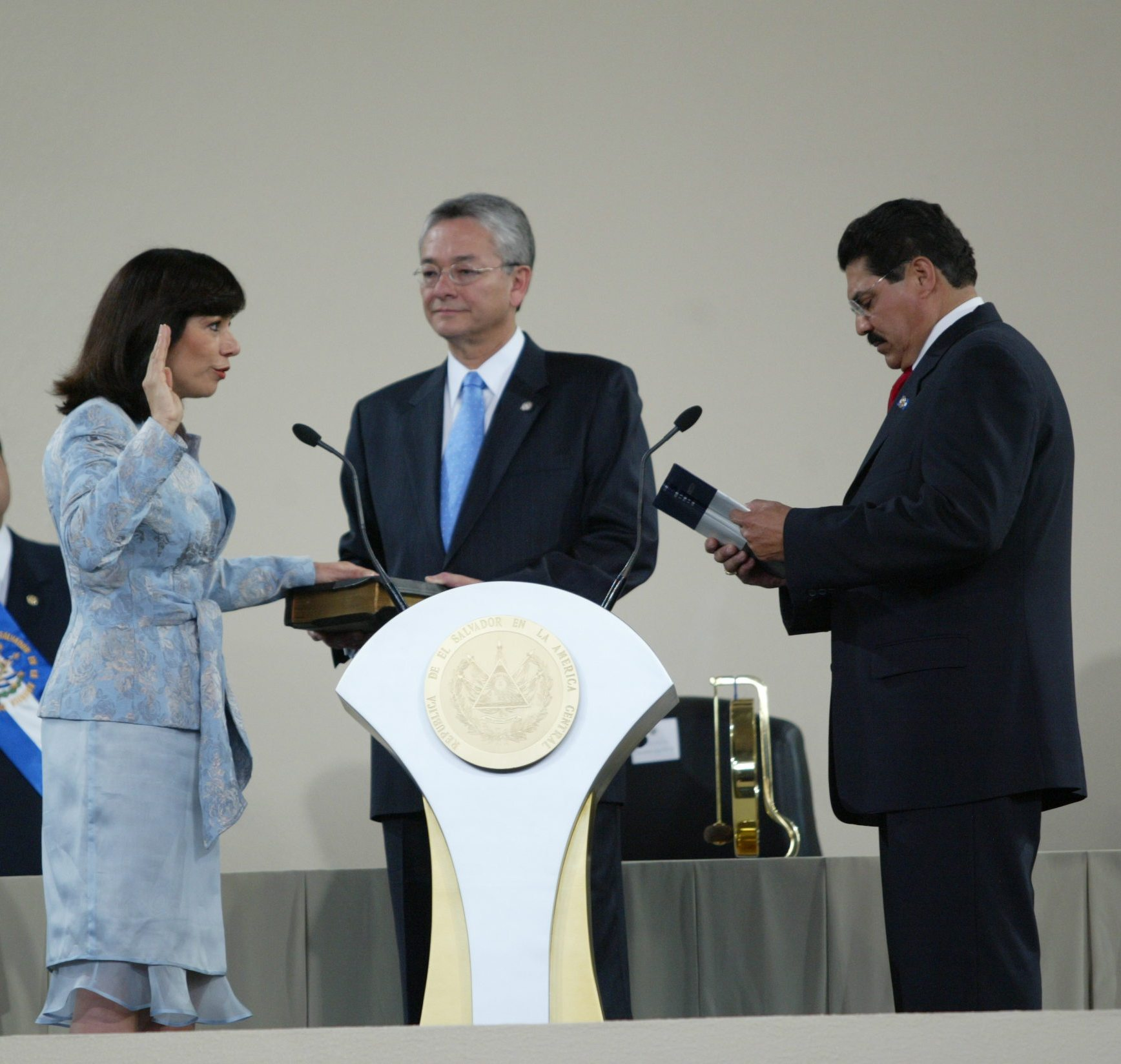
En la ceremonia de toma de posición, celebrada el 1 de junio de 2004.

Dentro del gobierno fue la encargada de dirigir los esfuerzos de creación de empleo por medio de la Agencia de Promoción de Inversiones (PROESA) y la Agencia de Promoción de Exportaciones (EXPORTA El Salvador) al ser nombrada Presidenta de la Comisión Nacional de Promoción de Exportaciones e Inversiones.
En su gestión vicepresidencial destacan entre sus logros, la concepción y lanzamiento de la Estrategia Nacional de Exportaciones vigente hasta el año 2016; la atracción de inversión estratégica para la integración vertical de la industria del sector textil y confección; y la atracción de inversión en el sector servicios, especialmente en Centros de Contacto y de Distribución y Logística.
Desarrolló un plan para convertir El Salvador en un centro de operaciones regional, con una apuesta clara de modernización del país y su participación fue determinante en la promoción de inversión privada en infraestructura pública necesaria para lograr dicha visión, tales como energía, puertos, aeropuertos y carreteras.

## Estudios y cargos
- Estudió primaria, secundaria y bachillerato en la Escuela Americana de El Salvador.

- Es licenciada en Economía de la Universidad Centroamericana "José Simeón Cañas".

- Adicionalmente, estudió letras y francés en Francia, habiendo obtenido una beca del Gobierno de ese país.

- Desarrollo proyectos en la banca privada y de desarrollo, para el fortalecimiento de gremiales, negociación laboral, docencia y administración pública y privada.[4]

- Durante el período de conflicto interno que vivió el país, trabajó durante 10 años en la Agencia para el Desarrollo Internacional de los Estados Unidos (USAID), en la Oficina del sector privado, gerenciando un proyecto de más de 50 millones de dólares para desarrollar, entre otras cosas, la promoción de exportaciones no tradicionales y fomentar la inversión extranjera, a través de los sectores público y privado.[5]

- Fue Vicepresidenta de la Junta Directiva de la Escuela Americana, dirigiendo exitosamente el primer proyecto de recaudación de fondos para mejorar la educación e impulsando, en la Institución, la innovación y la tecnología como temas fundamentales.

## Su carrera hacia la Asamblea Legislativa
El 20 de mayo de 2011 se hizo público el deseo de Ana Vilma por correr como candidata a la Asamblea Legislativa de El Salvador por el departamento de San Salvador, siempre bajo el partido ARENA.
Con la inclusión de las reformas a las leyes electorales impulsadas por el parlamento salvadoreño, donde la papeleta de votación para la elección de diputados debía incluir los rostros de los candidatos de los partidos políticos o coaliciones, y los candidatos independientes; la candidata inició en diciembre de 2011 una campaña de forma individual denominada Defiende tu voto, donde la principal oferta en su plan de trabajo era la apuesta por el crecimiento del país desde la economía.
El domingo 11 de marzo de 2012, el país celebró elecciones legislativas y municipales, luego del escrutinio realizado por el Tribunal Supremo Electoral de El Salvador se dio a conocer que Ana Vilma de Escobar recibió 135,015 votos, lo que la convirtió en la candidata a diputada por ARENA en San Salvador con más votos preferenciales por rostro recibidos. De Escobar ostentó el cargo de diputada por San Salvador en el período 2012-2015 en el parlamento salvadoreño. Además en el año de 2015, en las elecciones legislativas y municipales de ese año, se lanzó a la reelección, siendo reelecta con 119,422 votos preferenciales por rostro, para la legislatura 2015 - 2018.

## Desafuero
El 3 de julio de 2014, en una sesión plenaria extraordinaria especial, la Asamblea Legislativa le quitó el fuero constitucional y derechos parlamentarios con 45 votos a favor del dasafuero —aunque una comisión especial de antejuicio dio un dictamen de no ha lugar a los delitos presuntamente cometidos— con el apoyo de las bancadas del FMLN, GANA y disidentes de ARENA, mientras que 33 votos fueron emitidos en contra del desafuero con el apoyo de su partido ARENA, PDC y parte del PCN y la abstención del CD.
Dicho desafuero se dio por supuestos delitos de «difamación y calumnia» que demandó el entonces presidente Mauricio Funes por declaraciones que hizo sobre un accidente el que tuvo con un automóvil Ferrari en el redondel Masferrer en San Salvador. En su intervención en la sesión plenaria la diputada pidió disculpas al expresidente Funes, a su familia y al FMLN si los habría ofendido, pero aun así el FMLN voto a favor del desafuero. La diputada desaforada tendría que presentarse ante una cámara de lo penal para responder a las acusaciones por los supuestos delitos de «difamación y calumnia» interpuestas por el expresidente Funes. Ante esta situación, el 31 de julio de 2014 Ana Vilma de Escobar interpuso una demanda de amparo ante la Sala de lo Constitucional de la Corte Suprema de Justicia contra el desafuero aprobado en su contra por la Asamblea Legislativa. Pero la diputada quedó libre de cualquier cargo debido a que la demanda penal en su contra por los supuestos delitos de «difamación y calumnia» fue retirada el 13 de agosto de 2014, y en consecuencia, la Asamblea Legislativa anuló el desafuero que había aprobado anteriormente contra ella y le permitió regresar a ejercer sus funciones de diputada el 21 de agosto de 2014. Por esa razón, la Sala de lo Constitucional declaró improcedente la demanda de amparo presentada por la diputada contra la Asamblea Legislativa en dicho caso.